# Clusiodes pterygion
Clusiodes pterygion är en tvåvingeart som beskrevs av Caloren och Marshall 1998. Clusiodes pterygion ingår i släktet Clusiodes och familjen träflugor. Inga underarter finns listade i Catalogue of Life.